# پرچم هرتفوردشر
پرچم هرتفوردشر در ۱۹ نوامبر ۱۹۰۸ پذیرفته شد.